# Parmotrema perlatum
Parmotrema perlatum är en lavart som först beskrevs av William Hudson, och fick sitt nu gällande namn av M. Choisy. Parmotrema perlatum ingår i släktet Parmotrema och familjen Parmeliaceae.   Inga underarter finns listade i Catalogue of Life.

## Källor
